# معیارهای انتخاباتی
معیارهای انتخاباتی را ریاضی‌دانان برای ارزیابی نظام‌های انتخاباتی استفاده می‌کنند:
- معیار کندورسه
- معیار بازنده کندورسه
- معیار یکنواختی
- معیار استقلال از بدل‌ها
- استقلال از گزینه‌های نامربوط
- استقلال از گزینه‌های مغلوب اسمیت
- معیار بی‌ضرری بعدی
- معیار اکثریت
- معیار بازنده اکثریت
- معیار یکنوایی
- معیار برنده دوطرفه
- معیار مشارکت
- معیار اکثریت نسبب
- معیار حل‌پذیری
- تقارن معکوس
- معیار اسمیت